# Каграманов, Сафа Гусейн оглы
Сафа Гусейн оглы оглы Каграманов (азерб. Səfa Hüseyn oğlu Qəhrəmanov; 30 марта 1949, Минахорлу, Агджабединский район — 5 мая 2008, Баку) — певец-ханенде, Народный артист Азербайджана (2006).

## Биография
Родился 30 марта 1949 года в селе Минахорлу Агджабединского района Азербайджанской ССР.
В 1978 году окончил Азербайджанский государственный музыкальный техникум имени Асафа Зейналлы, в 1990 году окончил Азербайджанский государственный институт культуры и искусств. Учителем Каграманова был Нариман Алиев.
С 1974 года выступает на сцене, с 1991 года солист Азербайджанского государственного театра оперы и балета имени Мирза Фатали Ахундова. Записал ряд дестгяхов и теснифов. Исполнил роли Меджнуна, отца Меджнуна и Ибн Салама в опере Узеира Гаджибекова «Лейли и Меджнун», Шах Исмаила в опере «Шах Исмаил» Муслима Магомаева, ханенде в опере «Вагиф» Мустафаева, карабахского ханенде в опере «Натаван» Адигезалова.
С 1999 года преподаватель класса мугама в Азербайджанском государственном институте культуры и искусств и в ДК имени Искендерова.
Скончался 5 мая 2008 года в Баку.

## Награды
- Заслуженный артист Азербайджана (2000)
- Народный артист Азербайджана (2006)